# جبل سينابونغ
جبل سينابونغ أو بركان سومطرة (بالإندونيسية: Gunung Sinabung) هو جبل بركان طبقي من براكين العصر الحديث الأقرب إلى الهولوسين من أنديسايت وداسايت في هضبة كارو، شمال سومطرة ، اندونيسيا، و 25 ميلا من بركان بحيرة توبا الهائل. يوجد العديد من تدفقات الحمم البركانية القديمة على الأجنحة، والثوران الأخير المعروف، قبل الآونة الأخيرة، وقع في العام 1600. ثار مؤخرا في مايو 2016.
شوهدت أنشطة Solfataric (شقوق حيث ينبعث منها البخار والغاز والحمم) في ألقمة في عام 1912، ولكن لم يحدث غيرها من الأحداث الموثقة حتى وقعت ثورة البركان في الساعات الأولى من صباح 29 أغسطس 2010.
مع ثوران عام 2010، ينضم سينابونغ لبراكين نشطة أخرى، ظلت لزمن طويل خامدة مثل جبل القمم الاربعة Fourpeaked Mountain في ألاسكا التي اندلعت في السنوات الأخيرة.
وفي 21 مايو 2016، ثارَ بُركان جبل سينابونغ مرةً أُخرى، حيثُ أطلق حمم على ارتفاع يصل إلى ثلاثة كيلومترات، وسقطت الحمم على منحدرات تبعد نحو 4.5 كيلومتر باتجاه الغرب حتى وصلت إلى أحد الأنهار، وقد كانَ جميع ضحايا هذا الثَوران ممن يعملون في حقولهم بقرية غامبر في منطقة سيمبانغ إمبات التي تبعد نحوَ أربعة كيلومترات عن المُنحدر، وفي 22 مايو 2016 أُعلنَ ارتفاع حصيلة ضحايا هذا الثوران إلى 6 قَتلى.
.

## الثورات المتعاقبة

### 2010
ثار البركان يوم الأحد 29 أغسطس 2010 قاذفا دخانا ورمادا على ارتفاع 1,500 متر، مما أدى إلى إجلاء 12 ألف شخص على الأقل من المنطقة. فرفع مركز الإنذار من كوارث البراكين في إندونيسيا مستوى الإنذار إلى الحد الأقصى، بينما غطت سحابة كثيفة من الدخان الأسود المنطقة.

### 2016
في 22 مايو 2016، ثار البركان مما أدى إلى مقتل ما لا يقل عن سبعة أشخاص وإصابة ثلاثة آخرين بجروح خطيرة. واستمر النشاط حيث استمرت أعمدة الرماد طوال عام 2016.

## الثقافة الشعبية
في عام 2016، ظهر جبل سينابونغ في الفيلم الوثائقي في الجحيم (فيلم) [الإنجليزية]
 للمخرج لفرنر هرتزوغ .